# 生長素

吲哚乙酸是构成生长素的化学物质。

生长素是第一个被发现的植物激素。植物中五种天然存在的（内源）生长素包括 3-吲哚乙酸、4-氯吲哚-3-乙酸、苯乙酸、3-吲哚丁酸和3-吲哚丙酸，所有植物生长素都是具有芳香环和羧酸基团的化合物。天然产生的生长素中最重要的化学物质为3-吲哚乙酸(IAA)，人工合成的生长素类似物则有萘乙酸(NAA)、2,4-二氯苯氧基乙酸(2,4-D)、4-氯-IAA、5-羟-IAA等，它们属于植物生长调节剂，在农业上有应用。生长素在细胞水平上促进细胞伸长生长、诱导细胞分化，有调节茎的生长速率、影响花、叶、果实发育、抑制侧芽生长与促进生根等作用，在农业上用以促进插枝生根、疏花疏果与防止落花落果。
天然生长素产生在嫩芽、嫩叶的分生组织，及种子中的胚。 不同植物尤其是单子叶和双子叶植物之间，生长素在代谢、运输和信号转导方面存在很大差异。

## 代谢
生长素的代谢包括生物合成、结合和分解。
生长素的主要合成位置在快速分裂和生长的组织，比如茎顶端分生组织。生长素主要由色氨酸通过两步化学反应合成。色氨酸先在氨基转移酶的催化作用下转化为吲哚-3-丙酮酸；然后吲哚-3-丙酮酸经过丝兰含黄素单加氧酶催化转化为3-吲哚乙酸。若生长素合成中断通常会导致植物局部发育缺陷。
3-吲哚乙酸与氨基酸和糖结合，形成IAA-葡萄糖、IAA-天冬氨酸、IAA-肌醇等作为储存、运输或失活形式。形成的结合物可以水解并释放游离的3-吲哚乙酸。3-吲哚乙酸可被生长素氧化双加氧酶氧化成2-氧代吲哚-3-乙酸，在光照下，IAA可被核黄素非酶促氧化。

## 信号转导
主要的生长素受体是可溶性蛋白复合体TIR1/AFB家族。具有F-box结构域和E3泛素连接酶活性，可将活化的泛素连接到底物蛋白上，促使该蛋白被蛋白酶体降解。生长素反应因子 (ARF) 是一大类在生长素信号传导中发挥作用的转录因子。在缺乏生长素的情况下，ARF会与一类称为AUX/IAA的阻遏物结合从而抑制ARF的转录激活活性。生长素促进SCFTIR1/ABF与AUX/IAA，通过E3泛素连接酶经蛋白酶体降至降解，ARF 形成有活性的同源二聚体，诱导下游基因表达。
另一种生长素受体ABP1可能位于细胞膜和内质网上，但它的作用较小。

## 运输

### 极性运输
极性运输是生长素运输的重要特征。在植物的胚、芽鞘、芽、幼叶和幼根中，生长素可以通过木质部薄壁细胞运输，只能从植物体的形态学上端向形态学下端运输。植物细胞底部拥有顶部所没有的携带生长素的载体蛋白，因此生长素只能从上面的一个细胞经此种蛋白质带出再进入下面的一个细胞，整个过程与地心引力无关。

### 横向运输

#### 由单侧光照射引起
单侧光照射通过蓝光受体向光素，造成受質階層磷酸化的濃度梯度變化，可诱导生长素像植株背光册运动，这就是横向运输。生长素横向运输的结果就是使植物背光侧被促进生长的效果大于植物向光侧，从而使植物弯向光源生长。这称之为植物的向光性，最早由达尔文父子在金丝雀虉草中发现。

#### 由其他因素引起
非极性运输：如在成熟组织中，生长素可以在韧皮部进行运输。

## 生理作用

### 促进作用
1. 雌花形成：生长素可以诱导雌花的分化。
2. 单性结果：生长素可以诱导未受精的花发育为果实，称单性结实。
3. 维管束的分化：生长素可以促进维管束中木质部和韧皮部的分化。
4. 叶片扩大：生长素可能在叶片的发育中发挥重要的调节作用。
5. 侧根的形成：生长素可以抑制主根的发育而促进侧根的发育，根中向基运输的生长素可以促进侧根形成。这一效应可能是通过乙烯实现的。生长素，尤其是NAA和IBA，通常用于在植物生根插条时刺激根的萌发。
6. 种子、果实的生长
7. 伤口愈合：当植物受伤时，生长素可诱导维管组织的细胞分化和再生。
8. 顶芽优势：生长素诱导顶芽优势：腋芽受到生长素的抑制，因为高浓度的生长素刺激的乙烯合成，抑制腋芽生长并增强顶端优势。当去除植株顶端（俗称“打顶”）后，抑制作用解除，侧芽生长增强。
9. 根的向重力性：具有使根向下生长的适应性意义。
10. 诱导愈伤组织分化：生长素可以诱导愈伤组织分化为根。

### 抑制作用
1. 花和果实的脱落：低浓度生长素可以起到保花保果的作用。
2. 幼叶的脱落：生长素促进幼叶发育，抑制幼叶脱落。
3. 侧枝生长：维持顶端优势。
4. 块根的形成
5. 芽体休眠
6. 离层生长

### 生长素的两重性
生长素对植物生长的作用，与生长素的浓度、植物的种类、细胞的成熟程度以及植物的器官（根、茎、芽等）有关。
一般来说，低浓度可促进生长，高浓度会抑制生长甚至致植物死亡，这可能与生长素诱导乙烯的形成有关。双子叶植物对生长素的敏感度比单子叶植物高；营养器官比生殖器官敏感；根比芽，芽比茎敏感；幼嫩细胞比衰老细胞敏感等。

### 具体体现
- 顶端优势

- 酸生长假说：

生长素会刺激细胞膜上的质子泵活化，使细胞壁酸化，酸化的细胞壁促使胞壁扩张酶活化，胞壁扩张酶将胞壁的氢键断裂并使细胞延长，使细胞生长。

### 作用方式
生长素并不直接参与细胞的代谢，而是向细胞传达一种调节代谢的信息。在植物生长发育和适应外界环境变化的过程中，也并非生长素独立的起作用，而是多种激素相互作用，共同调节。

## 发现历程
- 19世纪末(1880年)，达尔文通过金丝雀虉草受到单侧光弯向光源生长的实验提出，胚芽鞘尖端受单侧光刺激后，就向下面的伸长区传递某种“影响”，从而造成胚芽鞘的相关性弯曲。
- 1913年，鲍森·詹森的实验证明，胚芽鞘尖端产生的影响可以透过琼脂片传递给下部。
- 1914年，拜尔（A.Paal）的实验证明，胚芽鞘的弯曲生长，是因为尖端产生的影响在其下部分布不均匀造成的。
- 1928年，荷兰科学家温特（F.W.Went）进一步证明胚芽鞘的弯曲生长确实是由一种化学物质引起的，并将其命名为生长素。
- 1931年，科学家从人尿中提取出吲哚乙酸。
- 1946年，科学家从高等植物中分离出生长素IAA（吲哚乙酸）[1]。进一步研究发现，除了IAA外，还有PAA（苯乙酸），IBA（吲哚丁酸）等。

## 应用
- 双子叶植物除草剂

- 防止果实、花瓣和叶片脱落

- 促进果实发育、获得无子果实

- 促进插条生根。

- 组织培养的培养基